# 察隅开獐牙菜
察隅开獐牙菜（学名：Swertia zayuensis）为龙胆科獐牙菜属下的一个种。

## 扩展阅读
- 維基物種上的相關：察隅开獐牙菜